# Solarparty
Eine Solarparty ist ein Veranstaltungsformat zur angeleiteten oder selbstorganisierten Beantwortung von technischen und wirtschaftlichen Fragestellungen zur Installation von Photovoltaikanlagen an Dächern und Fassaden des eigenen Haushalts und in der Nachbarschaft. Initiatoren sind meist Nachbarschaftsvereine, Stadtteilzentren oder Bürgerenergiegenossenschaften, aber auch lose Initiativen von Privatpersonen oder Kommunen.

## Ablauf
Die Ankündigung von Solarparties erfolgt in der Regel im Bekanntenkreis, Hausgemeinschaften, Lokalzeitungen und Social-Media-Plattformen wie Nebenan.de. Teilnehmende werden vorab gebeten, neben Fragen auch Fotos, Baupläne oder sonstige Informationen zu in Frage kommenden Solarflächen mitzubringen, die bei der Auslegung einer Anlagen- und Speicherlösung unterstützen könnten.
Neben einführenden Vorträgen zu Hintergründen, Erfahrungsberichten (Best Practices), Varianten (beispielsweise Balkonkraftwerke für Mieter und Dach- und Fassadensolaranlagen für Eigentümer), Finanzierungsarten und Wirtschaftlichkeitsrechnung können die Gäste in anschließenden Workshops spezifische Fragen zu Anschluss und Montage klären. Gegebenenfalls kann auch die Einbindung von Zulieferern, lokalen Planungsbüros und Installateuren erfolgen, um effiziente Sammelbestellungen in Auftrag zu geben.
Anlass zur Durchführung einer Solarparty kann auch die Einweihung („Richtfest“) und Begehung einer örtlichen Solaranlage geben.

## Verbreitung
Das Konzept der Solarparties findet seit mindestens Anfang der 2000er-Jahre Verwendung im deutschsprachigen Raum. In Deutschland organisiert der Solarenergie-Förderverein Deutschland die Kampagne Pack‘s Drauf, die umfangreiche Handreichungen und regionale Ansprechpersonen zur Durchführung von Solarparties anbietet. Das Bündnis Bürgerenergie (BBEn) bietet einen kompakteren Leitfaden an. Weitere Initiatoren sind die Verbraucherzentrale Nordrhein-Westfalen, Scientists for Future und der Wattbewerb e.V. Daneben gibt es lokale Selbstbau-Initiativen, die die Durchführung von Solarparties unterstützen, beispielsweise Bremer Solidarstrom in Bremen.
Darüber hinaus sind Solarparties in zahlreichen, vorwiegend europäischen Ländern verbreitet, in denen Initiativen zur dezentralen Energieversorgung bestehen. International regt das Unternehmen SolarCity Kunden zur Durchführung von Solarparties an. Da bei den dortigen Veranstaltungen ein Kundenberater SolarCitys anwesend ist, erhalten die Kunden für jede neu in Auftrag gegebene Anlage eine Provision. Auch deutsche Anbieter nutzen das Format in ähnlicher Weise.

## Nutzen
Neben möglichen Beiträgen zu Energiewende und Klimaschutz können Solarparties zur Kosten- und Zeitersparnis unter Teilnehmern und beteiligten Unternehmen führen. Zudem wird die Vertrautheit mit Solaranlagen im alltäglichen Umfeld als relevantester Faktor für die Anschaffung eigener Anlagen erachtet.